# Josselin Ouanna
Josselin Ouanna, né le 14 avril 1986 à Tours, est un joueur de tennis français, professionnel de 2003 à 2015.

## Biographie
Né à Tours et d'ascendance guadeloupéenne, il est vite repéré et intègre l'INSEP avec ses amis de la « blackteam » Gaël Monfils (d'ascendance antillaise) et Jo-Wilfried Tsonga (de père congolais). Il est alors entraîné par Jérôme Potier au CNE de Roland-Garros. Plusieurs blessures ont freiné sa progression entre 2005 et 2007.
Après une nouvelle année blanche en 2015, il annonce son retrait du circuit professionnel pour se concentrer sur sa reconversion.

## Carrière
En 2004, il participe à la finale de l'Open d'Australie junior. Il perd face à Gaël Monfils (6-0, 6-3). Il joue peu après son premier tournoi Challenger à Cherbourg et atteint les quarts de finale. Il remporte en septembre son premier tournoi professionnel.
En 2007, il est quart de finaliste à Tunica et à Freudenstadt. Il remporte deux nouveaux tournois Future en France en fin d'année.
Il atteint en 2008 les quarts de finale de quatre tournois challengers en début de saison. Il dispute son premier Roland-Garros avec un statut de lucky loser mais s'incline face à l'Argentin Juan Martín del Potro. Il perd ensuite deux fois en quart de finale de tournois challengers en France avant de remporter le tournoi challenger de Rennes face à Adrian Mannarino. Josselin Ouanna est ensuite révélé au grand public lors du Tournoi de Lyon où il bat Ivan Ljubičić, alors 46e mondial, puis Nicolás Lapentti avant de s'incliner devant Gilles Simon. Cette performance le qualifie pour le premier Masters France mais il s'incline lors des matchs de poule face à Julien Benneteau, Gilles Simon et Marc Gicquel.
Il remporte en avril 2009 le tournoi challenger de Saint-Brieuc face à Adrian Mannarino en trois sets (7-5, 1-6, 6-4).

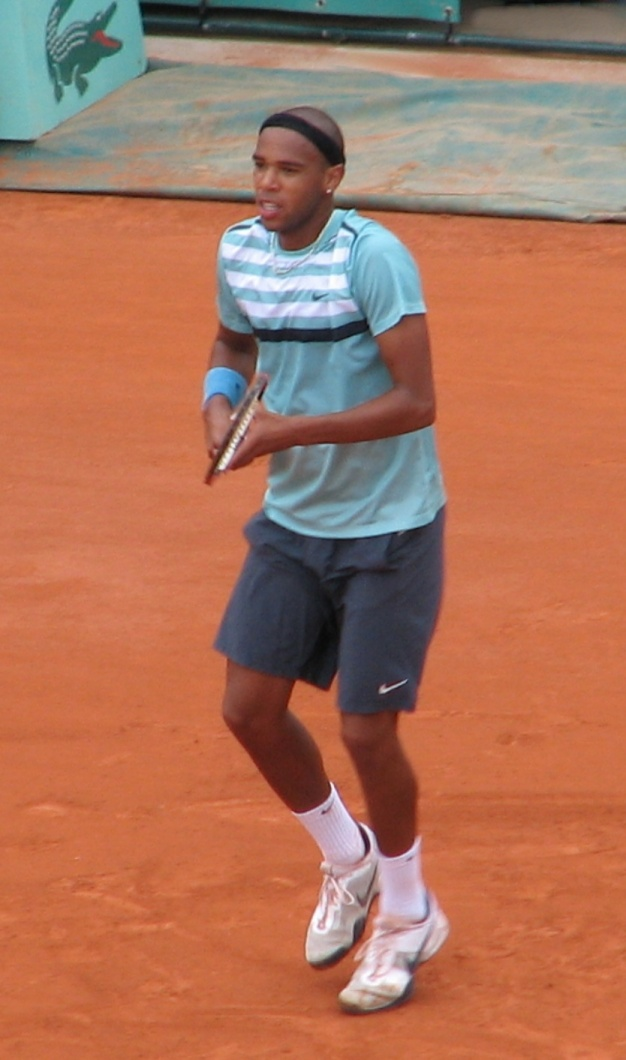
Josselin Ouanna au cours du match contre Marat Safin à Roland Garros 2009.

Bénéficiant d'une invitation pour l'édition 2009 de Roland-Garros, son second Grand Chelem un an après sa première participation, il franchit le 1er tour en éliminant l'Espagnol Marcel Granollers en cinq sets (7-5, 2-6, 3-6, 7-6, 6-1). Au deuxième, il élimine le 12e joueur mondial, une de ses idoles de jeunesse et ancien numéro un mondial Marat Safin, qui jouait son dernier Roland-Garros, en cinq sets (7-62, 7-64, 3-6, 4-6, 10-8), ce qui l'a fait connaitre du grand public. C'est la première fois que le Tourangeau bat un top 30. Il est éliminé au troisième tour par Fernando González en trois sets (7-5, 6-3, 7-5).
En fin d'année, il est éliminé par le même adversaire, Fernando González, au 2e tour de l'US Open mais cela lui permet d'entrer pour la première fois de sa carrière dans le top 100.
En 2010, il s'incline au deuxième tour à Roland-Garros face à Jo-Wilfried Tsonga après avoir battu Łukasz Kubot au premier tour.
Il remporte en 2012 les tournois Challenger de Cherbourg et de Saint-Rémy-de-Provence et regagne 180 places au classement ATP.
À la suite du forfait de Nicolas Mahut, il récupère l'invitation qui lui permet de participer à l'Open d'Australie 2013 où il y affronte le Colombien Alejandro Falla contre qui il perd en trois sets 4-6, 5-7, 4-6, durant un match où il rate de nombreuses opportunités de prendre le service de son adversdaire.

## Palmarès sur le circuitChallenger

### En simple
| # | Année | Nom et lieu du tournoi                       | Surface             | Adversaire       | Score         |
| - | ----- | -------------------------------------------- | ------------------- | ---------------- | ------------- |
| 1 | 2008  | Challenger de Rennes                         | Dur (int.)          | Adrian Mannarino | 6-2, 6-3      |
| 2 | 2009  | Challenger de Saint-Brieuc                   | Terre battue (ext.) | Adrian Mannarino | 7-5, 1-6, 6-4 |
| 3 | 2012  | Challenger de Cherbourg                      | Dur (int.)          | Maxime Teixeira  | 6-3, 6-2      |
| 4 | 2012  | Trophée des Alpilles, Saint-Rémy-de-Provence | Dur (ext.)          | Flavio Cipolla   | 6-4, 7-5      |

### En double
| # | Année | Nom et lieu du tournoi | Surface | Partenaire | Adversaires          | Score             |
| - | ----- | ---------------------- | ------- | ---------- | -------------------- | ----------------- |
| 1 | 2014  | Challenger de Tianjin  | Dur     | Robin Kern | Jason Jung Evan King | 63-7, 7-5, [10-8] |

## Parcours dans les tournois duGrand Chelem

### En simple
| Année | Open d'Australie | Open d'Australie | Internationaux de France | Internationaux de France | Wimbledon | Wimbledon | US Open        | US Open      |
| ----- | ---------------- | ---------------- | ------------------------ | ------------------------ | --------- | --------- | -------------- | ------------ |
| 2005  | —                | —                | Q1                       | Filip Prpic              | —         | —         | —              | —            |
| 2006  | —                | —                | Q1                       | Edgardo Massa            | —         | —         | —              | —            |
| 2007  | —                | —                | Q1                       | Alex Kuznetsov           | —         | —         | —              | —            |
| 2008  | Q3               | Martin Slanar    | 1er tour (1/64)          | J. M. del Potro          | —         | —         | —              | —            |
| 2009  | Q2               | Ryan Sweeting    | 3e tour (1/16)           | F. González              | —         | —         | 2e tour (1/32) | F. González  |
| 2010  | Q1               | Joseph Sirianni  | 2e tour (1/32)           | J.-W. Tsonga             | —         | —         | Q2             | Robert Farah |
| 2011  | Q3               | Jan Hernych      | Q1                       | Marinko Matosevic        | —         | —         | —              | —            |
| 2012  | —                | —                | Q3                       | Jürgen Zopp              | —         | —         | —              | —            |
| 2013  | 1er tour (1/64)  | Alejandro Falla  | Q1                       | Simon Greul              | —         | —         | —              | —            |

N.B. : à droite du résultat se trouve le nom de l'ultime adversaire.

### En double
| Année | Open d'Australie | Open d'Australie | Internationaux de France     | Internationaux de France | Wimbledon | Wimbledon | US Open | US Open |
| ----- | ---------------- | ---------------- | ---------------------------- | ------------------------ | --------- | --------- | ------- | ------- |
| 2006  | —                | —                | 1er tour (1/32) J. Chardy    | S. Huss H. Levy          | —         | —         | —       | —       |
| 2007  | —                | —                | 2e tour (1/16) G. Monfils    | B. Bryan M. Bryan        | —         | —         | —       | —       |
| 2008  | —                | —                | 1er tour (1/32) G. Monfils   | D. Hrbatý Lee H-t.       | —         | —         | —       | —       |
| 2009  | —                | —                | 1er tour (1/32) J.-W. Tsonga | M. Bhupathi M. Knowles   | —         | —         | —       | —       |
| 2010  | —                | —                | 2e tour (1/16) G. Monfils    | J. Knowle A. Ram         | —         | —         | —       | —       |
| 2011  | —                | —                | 1er tour (1/32) G. Monfils   | M. Mirnyi D. Nestor      | —         | —         | —       | —       |
| 2012  | —                | —                | —                            | —                        | —         | —         | —       | —       |
| 2013  | —                | —                | 1er tour (1/32) G. Monfils   | P. Marx F. Mergea        | —         | —         | —       | —       |
| 2014  | —                | —                | 1er tour (1/32) G. Monfils   | M. Llodra N. Mahut       | —         | —         | —       | —       |
| 2015  | —                | —                | 1er tour (1/32) G. Monfils   | R. Lindstedt J. Melzer   | —         | —         | —       | —       |

N.B. : le nom du ou de la partenaire se trouve sous le résultat ; le nom des ultimes adversaires se trouve à droite.

## Parcours dans lesMasters 1000
| Année | Indian Wells | Miami | Monte-Carlo | Rome | Hambourg puis Madrid | Canada | Cincinnati | Madrid puis Shanghai | Paris                 |
| ----- | ------------ | ----- | ----------- | ---- | -------------------- | ------ | ---------- | -------------------- | --------------------- |
| 2008  | —            | —     | —           | —    | —                    | —      | —          | —                    | 1er tour R. Söderling |
| 2009  | —            | —     | —           | —    | —                    | —      | —          | —                    | —                     |
| 2010  | —            | —     | —           | —    | —                    | —      | —          | —                    | 1er tour S. Wawrinka  |

N.B. : sous le résultat se trouve le nom de l’ultime adversaire.

## Meilleures performances
- Grand Prix de Lyon 2008 : bat au 1er tour  Ivan Ljubičić 46e (62-7, 7-65, 6-4)[9]
- Roland Garros 2009 : bat au 1er tour  Marcel Granollers (7-5, 2-6, 3-6, 7-6, 6-1)
- Roland Garros 2009 : bat au 2e tour  Marat Safin (7-6, 7-6, 4-6, 3-6, 10-8)[10]
- Roland Garros 2010 : bat au 1er tour  Łukasz Kubot (7-6, 6-7, 6-2, 6-4)

## Classement ATP en fin de saison

### En simple
| Année | 2003 | 2004 | 2005 | 2006 | 2007 | 2008 | 2009 | 2010 | 2011 | 2012 | 2013 | 2014 | 2015 |
| Rang  | 521  | 334  | 506  | 608  | 290  | 155  | 130  | 157  | 375  | 124  | 274  | 352  | 1326 |

### En double
| Année | 2003 | 2004 | 2005 | 2006 | 2007 | 2008 | 2009 | 2010 | 2011 | 2012 | 2013 | 2014 | 2015 |
| Rang  | 731  | 556  | 718  | 879  | 233  | 443  | NC   | 272  | 1179 | 260  | 546  | 575  | 1169 |

Source : (en) Classements de Josselin Ouanna sur le site officiel de la Fédération internationale de tennis